# Rio das Mortes
Rio das Mortes ist Rainer Werner Fassbinders achter Film. Es handelt sich um eine der wenigen Komödien Fassbinders. Auch in diesem Film hat Fassbinder wieder seine Stammschauspieler wie Hanna Schygulla, Günther Kaufmann, Ulli Lommel, Ingrid Caven und Kurt Raab um sich geschart.

## Handlung
Michel, ein junger Fliesenleger, trifft seinen ehemaligen Schulfreund Günther wieder. Günther ist gerade aus der Bundeswehr entlassen worden, bei der er als Marinesoldat auf der „Gorch Fock“ gedient hat, und arbeitet jetzt als Vertreter. Günther ist ein schwarzes Besatzungskind, ihn und Michel verbindet ein Kindheitstraum, den sie nun wieder aufleben lassen. Sie besitzen eine Schatzkarte von Peru, aus der hervorgeht, wo ein Schatz vergraben sein soll. Die beiden Kumpel wollen nach Peru auswandern, „wegen des Lebens und wegen der Freiheit“, wie sie bekunden. Dort in der Gegend des Rio das Mortes wollen sie ihren Traum verwirklichen und den Schatz heben. Allerdings mangelt es schon am nötigen Geld für die Reise nach Peru. Ein Reisebüro rechnet ihnen einen Kapitalbedarf von etwa 30.000 DM aus, die sie nun unbedingt zusammenbringen wollen.
Als Michels Freundin Hanna hinter den Plan der beiden Männer kommt, hält sie davon überhaupt nichts und versucht, das Vorhaben der Freunde zu vereiteln. Sie will Michel unbedingt von seinem Plan abbringen, er setzt sich jedoch über ihre Wünsche hinweg und entgegnet: „Wenn ich etwas Schönes mache, dann bist du stets dagegen.“ Hannas größter Wunsch ist es, Michel zu heiraten – so wie Hannas Freundin auch von ihrer bevorstehenden Heirat schwärmt. Michel jedoch hat festgestellt, dass Hanna und er oft aneinander vorbeireden und Langeweile die Beziehung dominiert. Er möchte noch nicht heiraten und lieber mit Günther am Rio das Mortes das Abenteuer einer Schatzsuche verwirklichen. Hanna spricht dennoch gegenüber ihrer Mutter, ihrer Freundin und ihrem Onkel schon von der Heirat, als wäre sie beschlossene Sache.
Die Geldbeschaffung für Peru dominiert zunehmend die Gedanken der beiden Freunde, und Hanna muss immer mehr Schläge einstecken: Zuerst verkauft Michel gegen Hannas Willen den schönen Sportwagen, auch wenn das nur 2200 DM bringt, dann beschließen die Freunde, dass Günther seine Wohnung aufgibt und zu Hanna und Michel zieht, um Miete zu sparen. Außerdem schaffen es die Freunde, Günthers Mutter das für seine Hochzeit gesparte Geld für die Reise zu entlocken, so dass sie 4000 DM zusammenhaben. Der Stillstand bei der Geldbeschaffung bedrückt die Freunde immer mehr; für Hanna scheint sich Michel nicht mehr zu interessieren.
Als sie zu dritt ausgehen, tanzt Hanna ausgelassen und lasziv mit einem fremden Mann, was Michel nicht zu stören scheint. Als er zu seiner Freundin an die Bar zurückkehrt, und sie sich schmollend darüber beschwert, dass er mit ihr nie so tanze, schlägt er sie. Als Michel das sieht, stellt er den Mann zusammen mit Günther zur Rede, obwohl er sich vorher gegenüber Hanna ebenfalls latent gewalttätig gezeigt hat.
Hanna sieht Michels Zuneigung immer mehr schwinden, so dass sie sogar anfängt, ihn bei der Geldbeschaffung zu unterstützen: Sie führt die Freunde zu ihrem Onkel, der im Außenhandel tätig ist. Michel und Günther hoffen auf einen Investitionszuschuss und tragen ihm ihre naiv zusammengestellte Rentabilitätsberechnung zum Baumwollanbau vor, die der Onkel genüsslich abschmettert. Auch ein von Hanna vermittelter Kontakt zur Deutschen Forschungsgesellschaft bleibt ohne Erfolg, da sich die Freunde vor dem DFG-Sekretär über die geplanten Forschungsteilnehmer streiten.
Michel und Günther finden dann aber doch eine Mäzenin, die von dem Plan der beiden Freunde sehr angetan ist, und ihnen daher das Reisegeld vorstreckt. Als Michel zur Passverlängerung in seinen Heimatort fährt und Hanna klar wird, dass sie bei der Reise nicht eingeplant ist, schläft sie mit Günther und luchst ihm das Versprechen ab, sie mitzunehmen. Am Abflugtag erwacht sie jedoch allein und ihr wird schlagartig klar, was das zu bedeuten hat. Ohne weiter nachzudenken, fährt sie zum Flughafen und sieht dort Michel und Günther übers Rollfeld zur Maschine gehen. Hanna zieht eine Pistole aus der Tasche und zielt auf die beiden Männer ohne abzudrücken. Sie wartet eine Weile, ein Wagen kommt in die Schusslinie, als Michel und Günther dahinter wieder auftauchen, lässt sie die Waffe sinken.

## Hintergrundnotizen
Gedreht wurde der Film vom 12. Januar bis 2. Februar 1970 in München. Franz Walsch, alias Rainer Werner Fassbinder, schnitt den Film zusammen mit Thea Eymèsz. Ab diesem Zeitpunkt bis zum Film Satansbraten (1976) war sie für den Schnitt bei Fassbinders Spielfilmen zuständig. Produktionsfirma war die Antiteater-X-Film GmbH (Feldkirchen), Janus Film und Fernseh-Produktion GmbH (Frankfurt am Main). Das Budget betrug (geschätzt) 125.000 Deutsche Mark.
Die Erstausstrahlung erfolgte am 15. Februar 1971 in der ARD.
Am 12. Februar 2010 lief der Film beim Internationalen Filmfestival in Berlin.
Der Film wurde fürs Kino konzipiert, aber dann fürs Fernsehen produziert und ist Fassbinders achter Film (sein fünfter Langfilm). Rio das Mortes gilt als Fassbinders heiterster Film und ist sein einziger Film mit einem „Happy End“ (Hanna lässt die Waffe sinken und schießt nicht). Fassbinder selbst äußerte sich dazu in „Fernsehen und Film 2/1971, S. 43“ wie folgt: „Dass sie am Ende nicht schießt, liegt nicht am Auto, das plötzlich in die Schußlinie fährt. Wenn es ein Film wäre wie die anderen, die ich gemacht habe, würde sie schießen, da würde sie es so wichtig nehmen, wie sie es in Wirklichkeit nimmt.“
Zum Auftakt des Films, und während Hanna leicht bekleidet mit ihrer Mutter telefoniert, erklingt im Hintergrund der Morning Song der Band Pearls Before Swine. Rainer Werner Fassbinder tanzt in einer Szene des Films als Barbesucher mit Hanna Schygulla zu dem Titel Jailhouse Rock von Elvis Presley.
Die Malerin Hanna Axmann-Rezzori (eine Bosch-Erbin), die im Film die Nebenrolle der Mäzenin übernommen hatte, unterstützte Rainer Werner Fassbinder finanziell bei der Verwirklichung seines im Jahr 1969 erschienenen Films Liebe ist kälter als der Tod. In Rio das Mortes übernahmen zahlreiche Persönlichkeiten der damaligen Münchner Szene eine kleine Rolle. Genannt sei der Schriftsteller Carl Amery, der einen Bibliothekar spielte und zur damaligen Zeit Direktor der Münchner Stadtbibliothek war, oder Joachim von Mengershausen, ein bekannter Filmkritiker der Süddeutschen Zeitung und später Dramaturg beim WDR. Monika Nüchtern, Filmbuch-Verlegerin und Produzentin, wird im Film unter ihrem damaligen Namen Monika Stadler geführt. Kerstin Dobbertin ist die spätere Filmproduzentin und Drehbuchautorin Kerstin Dobbertin von Fürstenberg. Magdalena Montezuma und Carla Aulaulu, später Carla Egerer, waren seinerzeit schon die bevorzugten Stars in Werner Schroeters Filmen (allein 1969 spielten sie in vier Schroeter-Produktionen die Hauptrollen).
Am 18. Juli 2003 wurde der Film von e-m-s in deutscher Sprache mit englischen Untertiteln herausgegeben. Am 29. Juli 2003 erschien er innerhalb der Reihe „The Films of Rainer Werner Fassbinder“ auf DVD. Von Studiocanal/Arthaus wurde er am 6. September 2005 auf DVD veröffentlicht.

### FilmtitelRio das Mortes
Der Rio das Mortes ist ein linker Nebenfluss des Rio Araguaia, der wiederum ein linker Nebenfluss des Rio Tocantins und nicht nur einer der größten Flüsse Brasiliens
ist, sondern am Zusammenfluss auch deutlich größer als der Tocantins selbst. Peru grenzt unter anderem an Brasilien.

### Fassbinder über den Film
„Der Film […] ist an sich auch als Produkt nicht weiter bedeutend und wesentlich, und auch für die Entwicklung des antiteaters oder meine Entwicklung ist er auch nicht so wichtig gewesen. Ich finde ihn ganz – ganz hübsch und hab ihn an sich auch sehr gern, weil er das tatsächlich hat, was ihm vorgeworfen wurde, dass er nicht ernsthaft ist, dass er keine Problemstellung hat, dass er all das nicht hat, was die Filme des antiteaters oder meine Filme vorher hatten, das find ich eigentlich das Schöne an dem Film, dass er einfach so 'ne ganz naive, simple Geschichte auch ganz naiv und simpel und fröhlich oder traurig, egal wie man’s sehen will, erzählt.“

## Kritiken
- Lexikon des internationalen Films: „Der spielerisch leichte Film ist eine der wenigen Komödien in Fassbinders Schaffen.“[1]

- Studiocanal.de: „Eine der wenigen Komödien und zugleich einer der schönsten Filme Fassbinders!“[15]

- Süddeutsche Zeitung: W. Ruf schreibt am 17. Februar 1971 „Fassbinder inszeniert … ins Groteske getriebenes Cinema-vérité und verweist dadurch auf den Fluchtcharakter [eines] Traumes, zeigt aber auch, wie unmöglich es ist, sich der Manipulation selbst der Träume zu erwehren. Kino als Traumfabrik – Fassbinder hat diese Formel mit RIO DAS MORTES neu definiert, ohne die Schönheit der Kinoträume zu zerstören, ohne aber auch ihre gesellschaftliche Funktion zu übersehen.“[16]

- Cinema meint, dass es sich um ein „selten gezeigtes, komödiantisches Werk von Fassbinder“ handele, der auch in einer Nebenrolle auftritt, „das sich mit der Realitätsflucht der 68er-Jugend auseinandersetzte. Fazit: Stilistisch unausgegorenes Frühwerk“.[17]